# Craniata
Craniata é um clado que inclui as mixinas (Myxini = Hyperotreti) e os vertebrados (Vertebrata), ou seja, todos os animais com crânio, quer este seja de tecido ósseo ou cartilaginoso. Pertencem a este grupo todos os peixes, anfíbios, répteis, aves e mamíferos.
As mixinas foram durante muito tempo agregadas às lampreias numa classe denominada Cyclostomata ou Agnatha, significando respectivamente de boca circular ou sem maxilas, mas recentemente verificou-se que as lampreias têm muitas características em comum com os vertebrados Gnathostomata, ou seja com maxilas onde estão implantados os dentes.
Como pertencem ao filo Chordata, todos os craniados possuem, pelo menos no estado embrionário, um notocórdio ou corda dorsal, que é uma forma embrionária do esqueleto axial. O notocórdio mantém-se durante a vida adulta nas mixinas e lampreias, assim como no anfioxo (Cephalochordata), mas transforma-se em todos os restantes nos centra das vértebras.